# Isilines
Isilines est une ancienne marque de Transdev entreprise française à l'époque exploitant des lignes régulières d'autocar interurbain longue distance, créé en 2015 par le groupe Transdev dans le contexte de la libéralisation du transport longue distance par autocar en France. En 2019, Isilines disparait au profit de son nouveau propriétaire FlixBus.

## Histoire
Isilines est une ancienne marque de Transdev créée en 2015 en prévision de l'adoption de la loi pour la croissance, l'activité et l'égalité des chances économiques, parfois nommée « loi Macron », supprimant le monopole de service public qu'avait la SNCF pour le transport régulier de passagers à longue distance. Isilines a commencé son exploitation le 10 juillet 2015 par des « services occasionnels » tous les jours sur 17 lignes en attendant la publication du décret d'application de la loi Macron,. 
Un an après son lancement, Isilines a transporté 500 000 passagers sur ses 20 lignes. Les tarifs bas, 3,30 centimes d'euros par kilomètre, et le faible taux de remplissage des autocars, 30 %, ne permettent pas au réseau d'être rentable. En août 2016, Isilines introduit la possibilité de paiement par Bitcoin, il s'agit alors de la première compagnie de transport par autocar à accepter ce moyen de paiement,.
En septembre 2016, Isilines et le Paris Saint-Germain signent un partenariat, pour trois saisons sportives, qui confère à Isilines le transport des équipes de football et de handball du club (masculines, féminines et jeunes) ainsi que des supporters des équipes du club en France et en Europe. Dans le cadre de ce partenariat, le réseau Eurolines, marque de Transdev pour les liaisons européennes, est utilisé pour le transport en Europe.
Le 4 mars 2019, Transdev annonce être entré en négociations exclusives avec Flixbus dans le but de lui céder les sociétés Isilines et Eurolines.
Le 30 avril 2019, FlixBus rachète Eurolines et Isilines, ce rachat conduit à un duopole sur le marché français des lignes régulière d’autocar avec Ouibus. Les activités de location de car sont conservées par Transdev.

## Réseau
Lors de son lancement, le réseau compte 17 lignes en France et dessert 50 destinations. Transdev espère exploiter près de 300 autocars à partir de 2017 et transporter 5 millions de passagers. En juin 2016, son réseau se compose de 29 lignes, soit près de 850 liaisons. Ces 29 lignes sont exploitées avec 130 autocars dont le taux de remplissage est en moyenne de 30 %. Avec ses 29 lignes, Isilines possédait le réseau d'autocar le plus étoffé en France mais n'est que le troisième opérateur en nombre de passagers derrière FlixBus et Ouibus.
Comme ses deux concurrents, Isilines ouvre des lignes saisonnières pour relier les stations de sports d'hiver, 2 lignes sont ouvertes à l'hiver 2015 et 9 lignes en 2016.

## Galerie photos

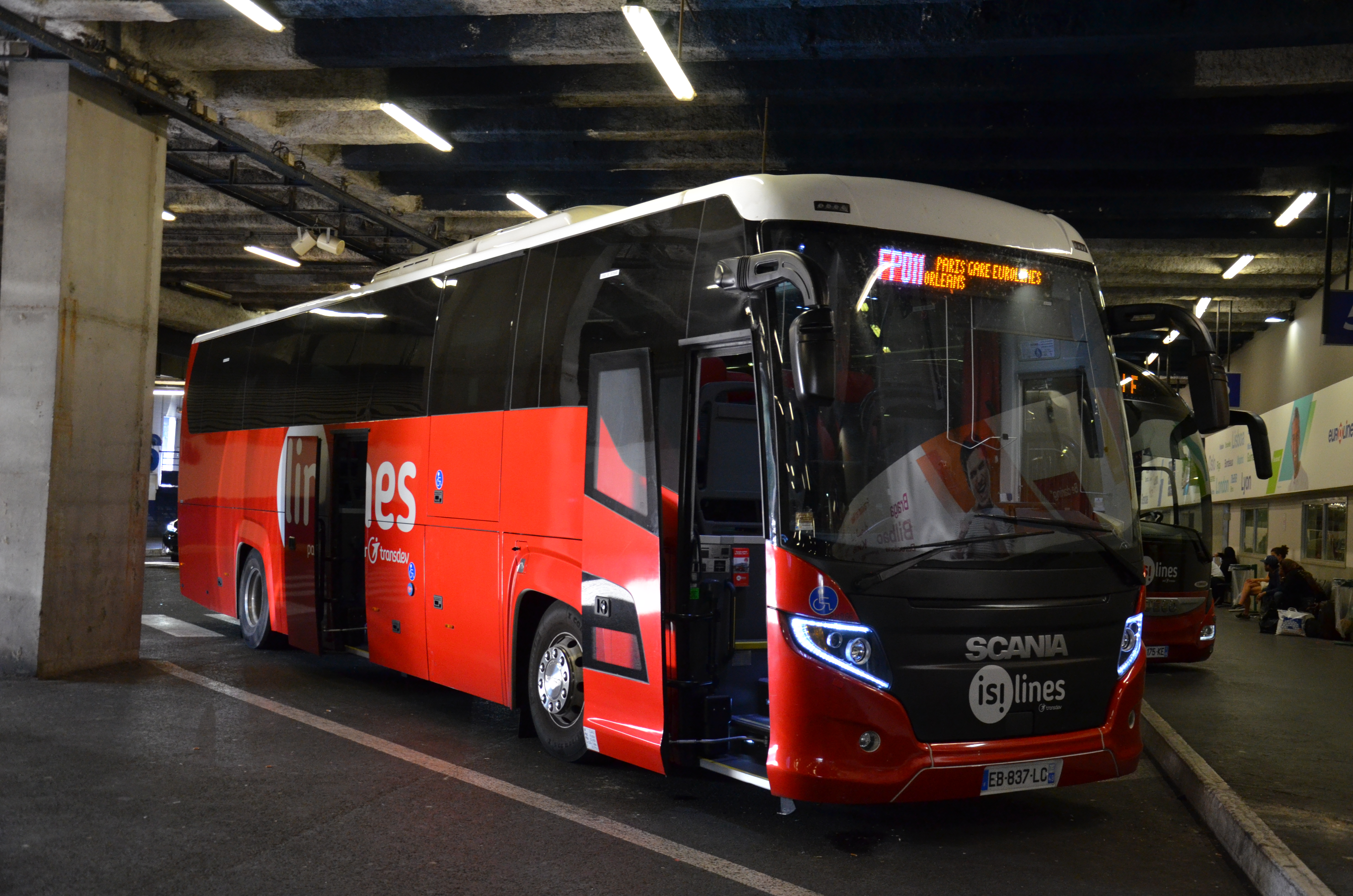
Scania Touring à Paris-Gallieni
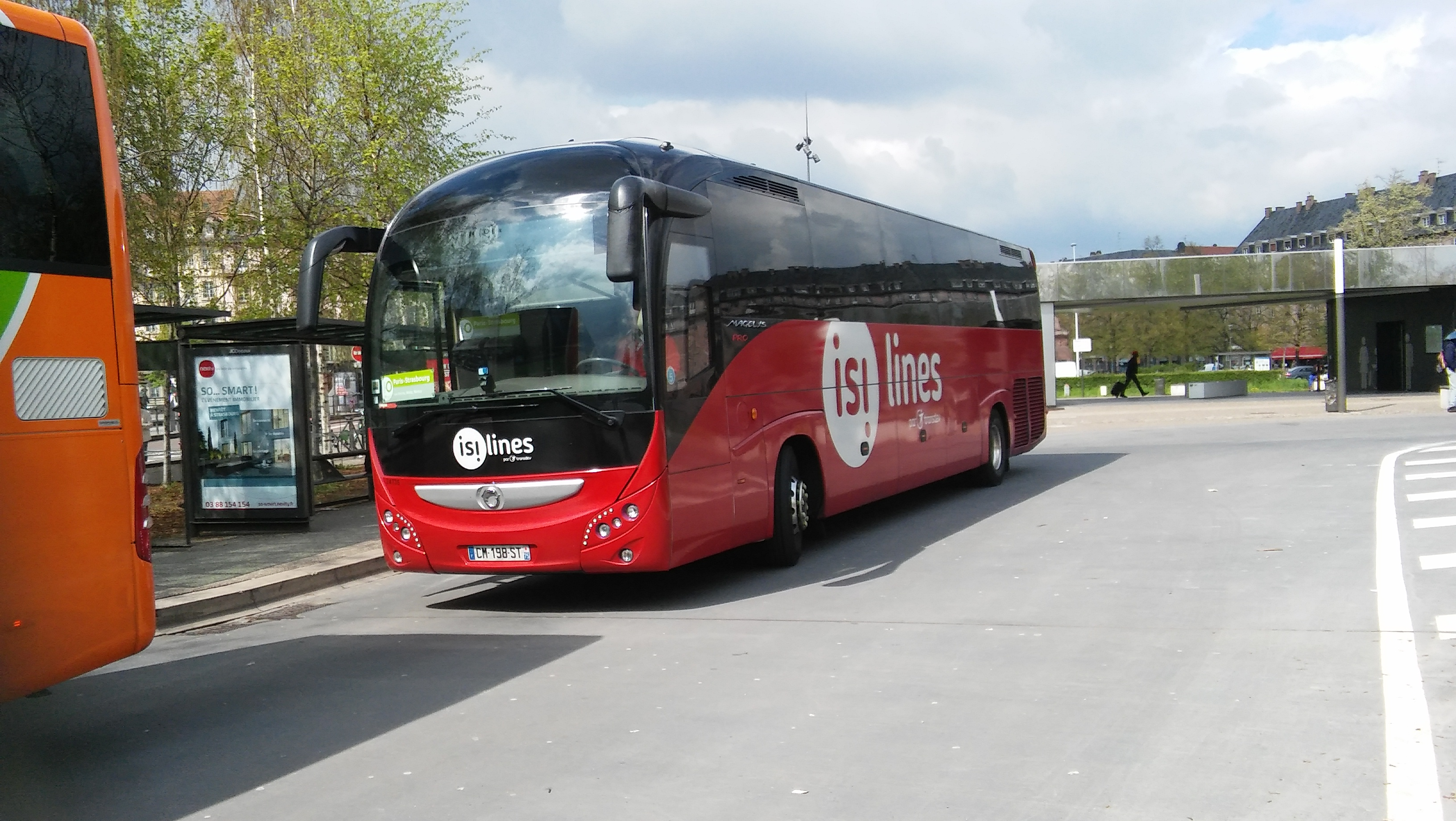
Autocar Isilines à Strasbourg
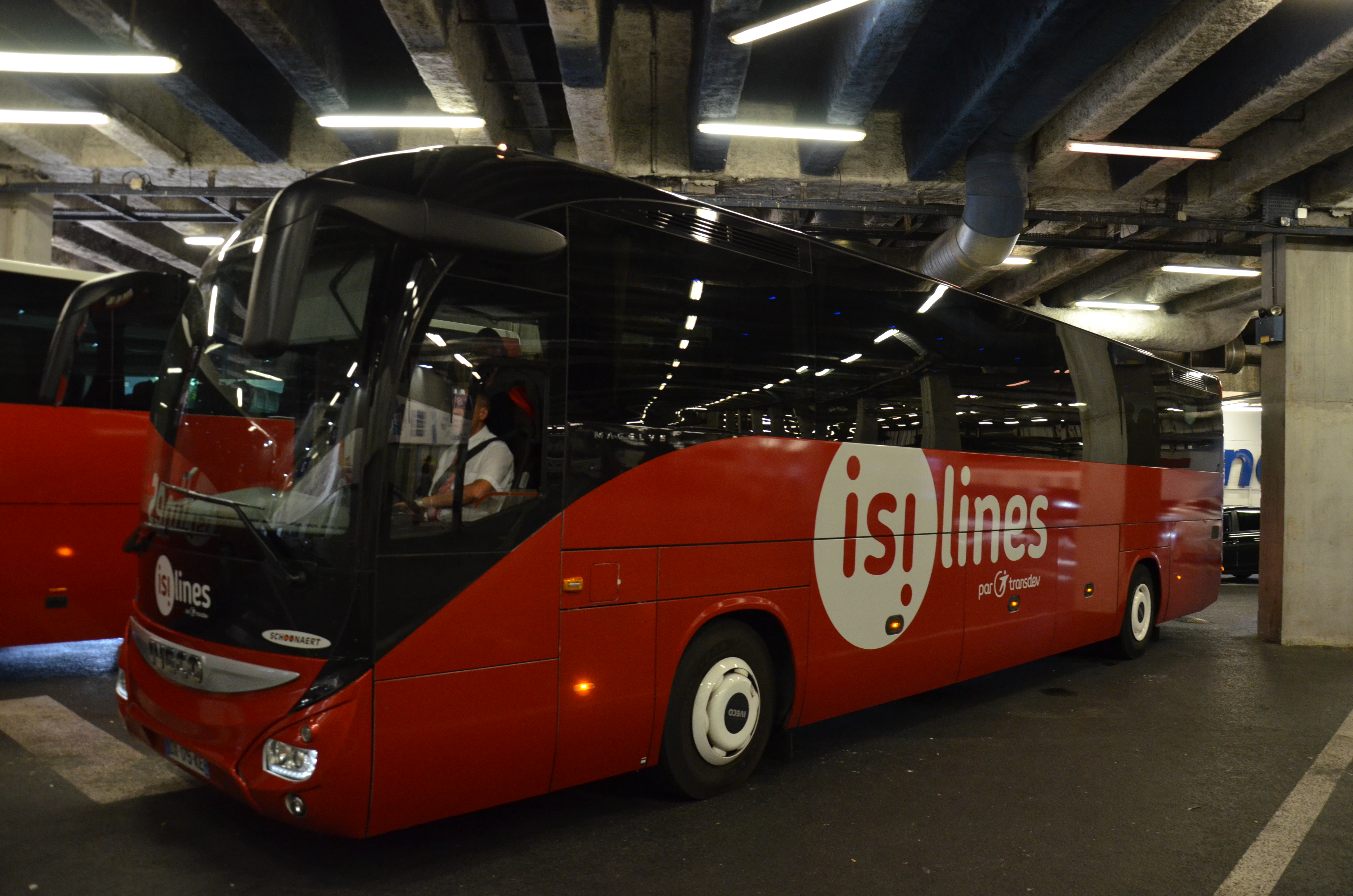
Face latérale d'un autocar Isilines